# For Those Who Have Heart
For Those Who Have Heart — второй студийный альбом американской пост-хардкор группы A Day to Remember, вышел 23 января 2007 года и 19 февраля 2008 года был переиздан.

## Список композиций
| №   | Название                                   | Длительность |
| --- | ------------------------------------------ | ------------ |
| 1.  | «Fast Forward to 2012»                     | 1:33         |
| 2.  | «Speak of the Devil»                       | 3:23         |
| 3.  | «The Danger in Starting a Fire»            | 3:02         |
| 4.  | «The Plot to Bomb the Panhandle»           | 4:04         |
| 5.  | «Monument»                                 | 3:48         |
| 6.  | «The Price We Pay»                         | 2:43         |
| 7.  | «Colder Than My Heart, If You Can Imagine» | 4:03         |
| 8.  | «Show 'Em the Ropes»                       | 3:23         |
| 9.  | «A Shot in the Dark»                       | 3:52         |
| 10. | «Here's to the Past»                       | 3:59         |
| 11. | «I Heard It's the Softest Thing Ever»      | 4:06         |
| 12. | «Start the Shooting»                       | 4:44         |

Бонусное DVD
1. «Fast Forward to 2012» (live)
2. «Heartless» (live)
3. «A Shot in the Dark» (live)
4. «1958» (live)
5. «Why Walk on Water When We’ve Got Boats» (live)
6. «Since U Been Gone» (live)
7. «Monument» (live)
8. «The Danger in Starting a Fire» (live)
9. «You Should’ve Killed Me When You Had The Chance» (live)
10. «The Plot to Bomb the Panhandle» (live)
11. «The Danger in Starting a Fire» (клип)
12. «The Plot to Bomb the Panhandle» (клип)
13. «Behind the Scenes in Ocala»

## Участники записи
- Джереми Маккиннон (англ. Jeremy McKinnon) — вокал
- Том Дэнни (англ. Tom Denney) — гитара
- Нил Вестфолл (англ. Neil Westfall) — гитара
- Джошуа Вудвэрд (англ. Joshua Woodward) — бас
- Алекс Шэллнатт (англ. Alex Shelnutt) — ударные